# .mh
.mh – domena internetowa przypisana do Wysp Marshalla. Została utworzona 16 sierpnia 1996. Zarządza nią Ministerstwo Transportu i Komunikacji.